# Горлово (Гагаринский район)
Горлово — деревня в Гагаринском районе Смоленской области России. Входит в состав Ашковского сельского поселения. 
Расположена в северо-восточной части области в 3 км к северо-западу от Гагарина, в 10 км севернее автодороги М1 «Беларусь», на берегу реки Овсянка. В 4 км юго-восточнее деревни расположена железнодорожная станция Гагарин на линии Москва — Минск. 

## История
В годы Великой Отечественной войны деревня была оккупирована гитлеровскими войсками в октябре 1941 года, освобождена в марте 1943 года.